# رندالف (آیووا)
رندالف (به انگلیسی: Randolph) شهری در ایالت آیووا کشور ایالات متحده آمریکا است که جمعیت آن در سرشماری سال ۲۰۱۰ میلادی، ۱۶۸ نفر بوده‌است.